# ウィリアム・B・ウォルトン
ウィリアム・ベル・ウォルトン（英語: William Bell Walton、1871年1月23日 – 1939年4月14日）は、アメリカ合衆国の政治家、弁護士。ニューメキシコ州選出の連邦下院議員として1期の任期を務め、1918年の連邦上院議員選挙に出馬したが落選した。所属政党は民主党。

## 経歴
1871年1月23日、ペンシルバニア州ブレア郡アルトゥーナで生まれる。1891年にニューメキシコ準州に移住。1893年に弁護士資格を取得し、ニューメキシコ州デミングで弁護士活動を開始した。1900年代には、ニューメキシコ準州下院議員（1901年-1902年）・グラント郡郡書記（1903年-1906年）・ニューメキシコ州憲法制定会議議員（1911年）といった公職や民主党全国大会代表（1908年）・ニューメキシコ準州民主党中央委員会委員長（1910年）などの党職を歴任し、ニューメキシコ準州末期の政界で活躍した。
1912年にニューメキシコ州が成立すると、ウォルトンは第1回ニューメキシコ州上院に議員として参加し、1916年まで議員を務めた。
1916年、下院議員選挙に民主党候補として立候補。共和党現職のベニグノ・ヘルナンデス、社会党候補のアンドリュー・J・エグムを破って当選。次点のヘルナンデスとは約550票差の接戦だった。
1918年、アメリカ合衆国上院議員選挙に出馬するも、ウッドロウ・ウィルソン政権への反発から落選した。その後、1926年から1934年まで州地方検事を務めた。1939年4月14日、ニューメキシコ州グラント郡シルヴァーシティで死去。

## 家族
- 長女 - エイダ・ルー（Eda Lou）：ニューヨーク市立大学の教員、詩人。教え子でのちに作家となるヘンリー・ロス（英語版）と恋人関係にあったことで知られる[3]。